# Miass (rzeka)
Miass (ros. Миасс) – rzeka w azjatyckiej części Rosji i Baszkirii, prawy dopływ Isetu. Przepływa przez Baszkirię oraz obwody czelabiński i kurgański w Uralskim Okręgu Federalnym.
Długość rzeki – 658 km, powierzchnia zlewiska – 21 800 km², średni przepływ – 15,4 m³/s. Źródła w Baszkirii na wschodnich stokach Nurali w Uralu południowym.
Główne dopływy: Atlan, Bolszoj Kialim, Biszkul, Ziuziełga.
Przepływa przez kilka zbiorników wodnych w tym Argaziński i Szerszeniewski.
Miasta nad rzeką: Miass, Czelabińsk.